# Middlefield (Massachusetts)
Middlefield es un pueblo ubicado en el condado de Hampshire en el estado estadounidense de Massachusetts. En el Censo de 2010 tenía una población de 521 habitantes y una densidad poblacional de 8,33 personas por km².

## Geografía
Middlefield se encuentra ubicado en las coordenadas 42°22′3″N 73°1′26″O / 42.36750, -73.02389. Según la Oficina del Censo de los Estados Unidos, Middlefield tiene una superficie total de 62.52 km², de la cual 62.46 km² corresponden a tierra firme y (0.1%) 0.06 km² es agua.

## Demografía
Según el censo de 2010, había 521 personas residiendo en Middlefield. La densidad de población era de 8,33 hab./km². De los 521 habitantes, Middlefield estaba compuesto por el 97.12% blancos, el 0% eran afroamericanos, el 0% eran amerindios, el 2.11% eran asiáticos, el 0% eran isleños del Pacífico, el 0.19% eran de otras razas y el 0.58% pertenecían a dos o más razas. Del total de la población el 0.38% eran hispanos o latinos de cualquier raza.